# Jorge Amaya (Fußballspieler, 1952)
Jorge Enrique Amaya Villalobos (* 9. Oktober 1952 in Santiago) ist ein ehemaliger chilenischer Fußballspieler und -trainer. Der Mittelfeldspieler spielte bei Vereinen in Chile sowie El Salvador und war nach seiner aktiven Zeit lange Zeit in Paraguay tätig.

## Karriere

### Spieler
Jorge Amaya begann seine Profikarriere 1973 bei Naval und wechselte 1974 zum CD O’Higgins. 1975 und 1976 lief der Offensivakteur in El Salvador für den CD Luis Ángel Firpo auf. 1977 und 1978 sind keine Informationen über seine Vereinsstationen verfügbar. Erst für 1979 ist belegt, dass er erneut bei O’Higgins und 1984 bei Universidad Católica unter Vertrag stand.

### Trainer
Amaya war nach seiner aktiven Fußballkarriere als Trainer tätig. Dabei verbrachte er die meiste Zeit in Paraguay und bekam 2003 seinen ersten Cheftrainerposten bei einem Profiklub, dem Atlántida SC. Neben der Tätigkeit in Paraguay war er auch als Jugendtrainer vom CSD Colo-Colo und als Cheftrainer in Indonesien tätig.